# Pavel Ryška
Pavel Ryška (16. dubna 1974, Třebíč) je český grafik, pedagog, multimediální výtvarník a performer.

## Biografie
Pavel Ryška se narodil v roce 1974 v Třebíči, v roce 1998 nastoupil do ateliéru Petra Kvíčaly a Petera Rónaie na Fakultu výtvarných umění VUT v Brně. Studoval konceptuální tendenci, intermédia a malbu, absolvoval v roce 2004, v roce 2005 nastoupil na studium doktorského studia v Centru audiovizuálních studií na FAMU v Praze. Vyučuje na Fakultě výtvarných umění VUT.
Je členem umělecké skupiny Skupina 0000.

## Dílo
V polovině 90. let se věnoval konceptuálnímu umění, kdy do volné krajiny v okolí Třebíče umístil několik křesel, kdy umístil hliněné křeslo obílené vápnem nebo křeslo z vrbového proutí, které zakořenilo nedaleko vesnice Šašovice. V roce 1997 označil několik rostlin bolševníku velkolepého štítky s textem "Rostlina pronásledovaná státem", v témže roce přeměnil několik posedů kolem Šašovic v čítárny. V roce 1999 instaloval v Ostravě obydlí pro bezdomovce Malamut. Na konci 90. let se začal věnovat počítačové grafice, tvořil digitálně manipulované obrazy. Postupně začal tvořit i animované příběhy. Věnuje se také průzkumu skrytých vrstev československé vizuální kultury, dějinám filmové animace nebo historiografii komiksu.
Je zastoupen ve sbírkách KGVU Zlín, Národní Galerie v Praze a Galerie Klatovy / Klenová.
Spolupracoval s fiktivním třebíčským umělcem Jakubem Staňkem, který měl být rodákem z Třebíče, narozeným 1972, měl být konceptuálním umělcem a zakladatelem Skupiny 0000.

## Výstavy

### Samostatné
- 1996, Galerie U Dobrého pastýře, Brno (Pavel Ryška: Křesla a dýmky)
- 2000, Dům U rudého vola, Brno (Pavel Ryška: Hand made)
- 2002, Galerie Jelení, Praha (Pavel Ryška: Gotta Catch'Em All)
- 2002, Galerie Václava Špály, Praha (Pavel Ryška: Co s námi dělají, když spíme)
- 2004, Pražákův palác, Brno (Pavel Ryška: Záhada čínského pokoje)
- 2005, Galerie Raketa, Ústí nad Labem (Pavel Ryška: Cheesy luck)
- 2005, Sýpka Klenová, Klenová (Pavel Ryška: Řekněte to mrkví)
- 2005, etc. galerie, Praha (Pavel Ryška: Prasonáta budoucnosti)
- 2006, Krajská galerie výtvarného umění ve Zlíně, Zlín (www.ryska.org)
- 2006, Galerie Eskort, Brno (Pavel Ryška)

### Kolektivní
- 1997, Zlín (I. Zlínský salon mladých)
- 1998, Galerie Malovaný dům, Třebíč (Václavské malování)
- 1999, Galerie Sýpka-Vlkov, Osová Bítýška (Animal Art či ZOO-Kunst - Práce pro místo)
- 1999, Galerie Doubner, Praha (A.D.S. Brno)
- 2000, Galerie Sýpka-Vlkov, Osová Bítýška (Sýpka 2000. Posluchači vysokých uměleckých škol)
- 2000, Státní galerie ve Zlíně, Zlín (II. Zlínský salon mladých)
- 2000, Brno (Melancholie)
- 2002, Dům U Kamenného zvonu, Praha (4. bienále mladého umění Zvon 2002)
- 2003, Dům pánů z Kunštátu, Brno (Za jiných okolností by to mohla být pravda)
- 2003, Krajská galerie výtvarného umění ve Zlíně, Zlín (III. Zlínský salon mladých)
- 2003, Veletržní palác, Praha (Nejmladší / The youngest: Přehlídka výtvarného umění nejmladší generace z let 1995 - 2003 (Exhibition of the youngest Generation Art from 1995 - 2003))
- 2004, Lichtturm, Berlín (Eastern Alliance)
- 2004, Sýpka Klenová, Klenová (StartPoint Prize CZ 2004)
- 2004, Dům pánů z Kunštátu, Brno (Insiders: Nenápadná generace druhé poloviny 90. let)
- 2004, Muzeul Național de Artă Contemporană, Bukurešť (Frisbee – prezentarea artei cehe contemporane a noilor medii / Contemporary Czech Videoart and New Media)
- 2005, Centrum pro současné umění Futura, Praha (Insiders: Nenápadná generace druhé poloviny 90. let / The Unobtrusive Generation of the Late 1990s)
- 2005, Zlín (IV. nový zlínský salon 2005)
- 2005, de Veemvloer, Amsterdam (FRISBEE - Současný český videoart a nová média / Contemporary Czech Videoart and New Media)
- 2005, Dům pánů z Kunštátu, Brno (Druhý dotek)
- 2006, Ateliér Josefa Sudka, Praha (Fotografie ze sbírky dr. Rudolfa Weisse)
- 2006, Dům pánů z Kunštátu, Brno (FRISBEE - Současný český videoart a nová média / Contemporary Czech Videoart and New Media)
- 2006, Entrance Gallery, Karlin Studios, Praha (Playtime)
- 2006, Galeria Awangarda, Vratislav (Shadows of Humor: Przykra sprawa CzeSka wystawa)
- 2006, Galerie 36, Olomouc (Jan Nálevka & Pavel Ryška: Kontrolovaná emigrace)
- 2006, Výstavní síň Sokolská 26, Ostrava (FRISBEE - Současný český videoart a nová média / Contemporary Czech Videoart and New Media)
- 2006, Galerie Die Aktualität des schönen…, Liberec (FRISBEE - Současný český videoart a nová média / Contemporary Czech Videoart and New Media)
- 2007, Dům umění města Brna, Brno (Amaro Jilo / Naše srdce)
- 2007, Dům pánů z Kunštátu, Brno (The Collectors: Live Re-Edit (Umění ze sbírky Marek))
- 2007, Galerie kritiků, Praha (Cooking Art aneb Smažíme umění)
- 2008, Výstaviště Flora, pavilon E, Olomouc (Dočasný důkaz)
- 2009, Dům umění, Zlín (Laureáti cen Zlínských salonů mladých)
- 2012, Výstavní síň Masné krámy, Plzeň (Začátek století / The Beginning of the Century)
- 2013, Dům umění, Ostrava (Začátek století / The Beginning of the Century)
- 2016, Galerie Akademie múzických umění, GAMU, Praha (Jiné vize CZ (2007-2015))